# Strychnos goiasensis
Strychnos goiasensis är en tvåhjärtbladig växtart som beskrevs av Krukoff och Barneby. Strychnos goiasensis ingår i släktet Strychnos och familjen Loganiaceae. Inga underarter finns listade i Catalogue of Life.